# Fortrængning (psykologi)
Fortrængning er en ubevidst forsvarsmekanisme, hvis funktion er at beskytte jeget mod et uønsket ubehageligt indhold fra det ubevidste område af psyken. Det kan være en impuls, en erindring, en tanke eller en følelse - alt hvad der vil medføre psykisk smerte for jeget, hvis det bliver bevidstgjort.
Et eksempel på en fortrængning: En kvinde har det problem, at hun er bange for vand. Hver gang hun ser en sø eller en strand, bliver hun grebet af panik. Hun forstår ikke selv sin reaktion, og hun vil gerne være fri for den. Under psykoterapi lykkes det for terapeuten at ophæve en fortrængning. Kvinden får pludselig en erindring: Som treårig var hun en dag med sin mor og far ude at svømme ved havet. Vinden trak hende udad, og hun var meget tæt på at drukne, men blev reddet i sidste øjeblik. Det var en voldsom oplevelse for hende. Den var så ubehagelig, at hun hurtigt fortrængte den. Der var ikke tale om et bevidst valg; fortrængningen skete ubevidst, og den skete automatisk.
Fortrængning har en positiv funktion, idet den beskytter jeget mod at blive overbelastet (f.eks. af voldsomme erindringer). På den anden side kan fortrængningen – som i eksemplet overfor - skabe gener for personen, og i så tilfælde er det ønskeligt at ophæve den.
Hvis jeget føler, at stærke uønskede tanker presser sig på fra det ubevidste, skal det bruge meget energi på at holde dem nede ved hjælp af fortrængning. I så fald bliver jeget overbelastet, og psyken risikerer at bryde sammen i en psykose. Her kan det være en løsning langsomt at konfrontere problemerne, se dem i øjnene – enten alene eller sammen med en terapeut.
Fortrængningsbegrebet stammer først og fremmest fra Sigmund Freud (1856-1939). Ifølge ham er neuroser forårsaget af overdreven fortrængning. En hyppigt optrædende neurose, han mødte hos sine patienter, var hysteri, som ytrede sig i, at patienten (typisk en kvinde) havde nogle kraftige adfærdsmæssige reaktioner eller kropssymptomer, der var forbundet med stærke og tilsyneladende ukontrollerbare følelser. Patienten kunne have smerter, lammelser eller kramper uden nogen påviselig fysisk sygdom. Freud mente, at de kropslige symptomer ofte var forårsaget af patientens fortrængte minder om at være blevet seksuelt misbrugt i barndommen.
I den forbindelse lagde han mærke til, at han havde vanskeligt ved at få patienterne til at huske episoderne fra barndommen. Det var, som om han stødte på en modstand mod at huske episoderne. Det førte ham til en afgørende indsigt. Intensiteten af hans kamp for at få sine patienter til at huske episoderne fik ham til at konkludere, at "der var en vis kraft, der forhindrede dem i at blive bevidste og tvang dem til at forblive bevidstløse. … Jeg gav denne hypotetiske proces navnet fortrængning." 